# Самир ар-Рифаи (старший)
Самир ар-Рифаи (араб. سمير الرفاعي‎; 30 января 1901, Цфат, Османская империя — 12 октября 1965, Амман, Иордания) — иорданский государственный деятель, премьер-министр Трансиордании (1944—1945), Иордании (1947, 1950—1951, 1956 и 1963).

## Биография
Родился во влиятельной мусульманской семье. Учился в англиканском колледже св. Дьюка в Сафаде. Там он приобрел свободное владение английским языком, дома он выучил французский и турецкий. Затем окончил Американский университет Бейрута.
В 1922 г. поступил на службу в британскую администрацию Палестины, а в 1924 г. перешел на административную службу в Трансиордании.
В 1924 г. возглавил канцелярию премьер-министра, в 1927 г. был назначен помощником генерального секретаря правительства, в 1929—1930 гг. — директором управления по международной собственности, а в 1933 г. стал секретарём премьер-министра.
Эмир Абдалла ибн Хусейн назначил его в 1941 году сначала министром внутренних дел, затем министром финансов и юстиции.
С 15 октября 1944 по 19 мая 1945 года был премьер-министром и министром иностранных дел Трансиордании.
Такую же должность занял в Иорданском Хашимитском Королевстве с 4 февраля 1947 по 28 декабря 1947, 4 декабря 1950 по 25 июля 1951, 8 января 1956 по 22 мая 1956, 18 мая 1958 по 6 мая 1959 и 27 марта 1963 по 21 апреля 1963 года.
С 1963 по 1965 г. занимал должность президента Сената Иордании.
Он отец бывшего премьера Саида ар-Рифаи и дед премьер-министра Самира ар-Рифаи (младшего).